# Parábola de los trabajadores de la viña

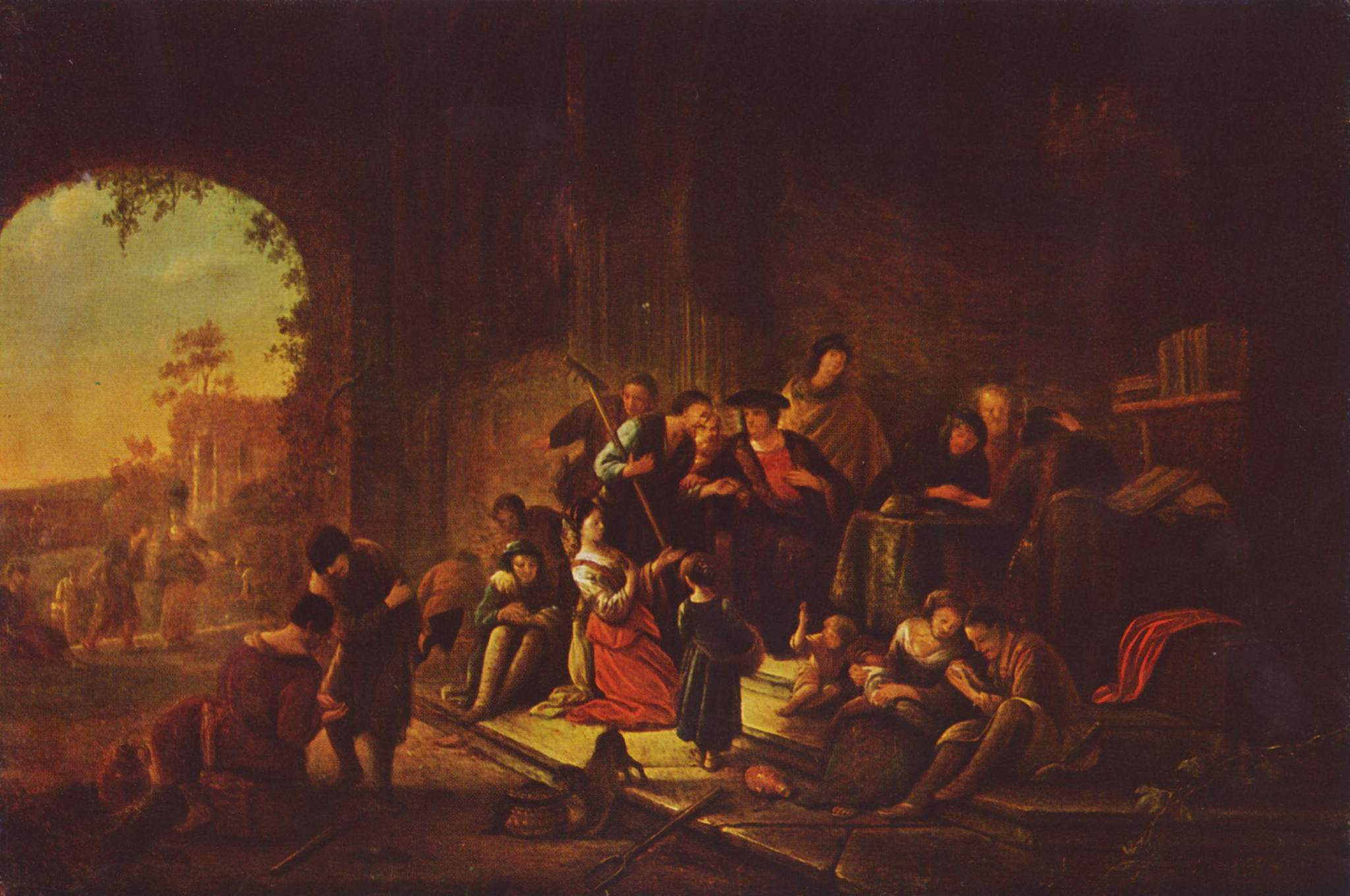
Pintura de la parábola, de Patrick Paearz de Wet, mediados del siglo XVII

La Parábola de los trabajadores de la viña, también llamada Parábola de los obreros de la viña o Parábola del patrón generoso, es una parábola de Jesús que aparece en el capítulo 20, del Evangelio de Mateo del Nuevo Testamento.

## Texto bíblico
"El reino de los cielos es semejante a un amo que salió de madrugada a contratar trabajadores para su viña. Acordó pagarles un denario por el día y los envió a su viña.
A eso de las nueve de la mañana salió y vio a otros que estaban en la plaza sin hacer nada. Les dijo: 'Id también vosotros a trabajar en mi viña, y os pagaré lo justo'. Así que fueron.
Volvió a salir hacia el mediodía y a las tres de la tarde e hizo lo mismo. Y a la hora undécima salió y encontró todavía a otros parados, y les preguntó:  '¿Por qué habéis estado aquí todo el día sin hacer nada?'
 'Porque nadie nos ha contratado', respondieron.
Les dijo: 'Id también vosotros a trabajar en mi viña'.
Al atardecer, el dueño de la viña dijo a su administrador: 'Llama a los trabajadores y págales su salario, empezando por los últimos contratados y siguiendo por los primeros'.
Los obreros contratados a la hora undécima vinieron y recibieron un denario cada uno. Y cuando llegaron los primeros contratados, esperaban recibir más. Pero cada uno de ellos recibió también un denario. Al recibirlo, murmuraban contra su amo. Dijeron: 'Los últimos en ser contratados sólo han trabajado una hora, y tú los has igualado a nosotros, que hemos soportado el peso del trabajo y el calor.
Pero él respondió a uno de ellos: 'No estoy siendo injusto con vosotros, amigo. ¿No aceptasteis trabajar por un denario? Toma tu paga y vete. Quiero dar al último contratado lo mismo que a ti. ¿No tengo derecho a hacer lo que quiera con mi propio dinero? ¿O es que vas a ver con malos ojos que yo sea bueno?".
 'Así que los últimos serán los primeros y los primeros serán los últimos' ...

La Vulgata, otras versiones y bastantes códices griegos añaden: Porque muchos son los llamados, pero pocos los elegidos.

## Enseñanza moral según los criterios de la Iglesia católica

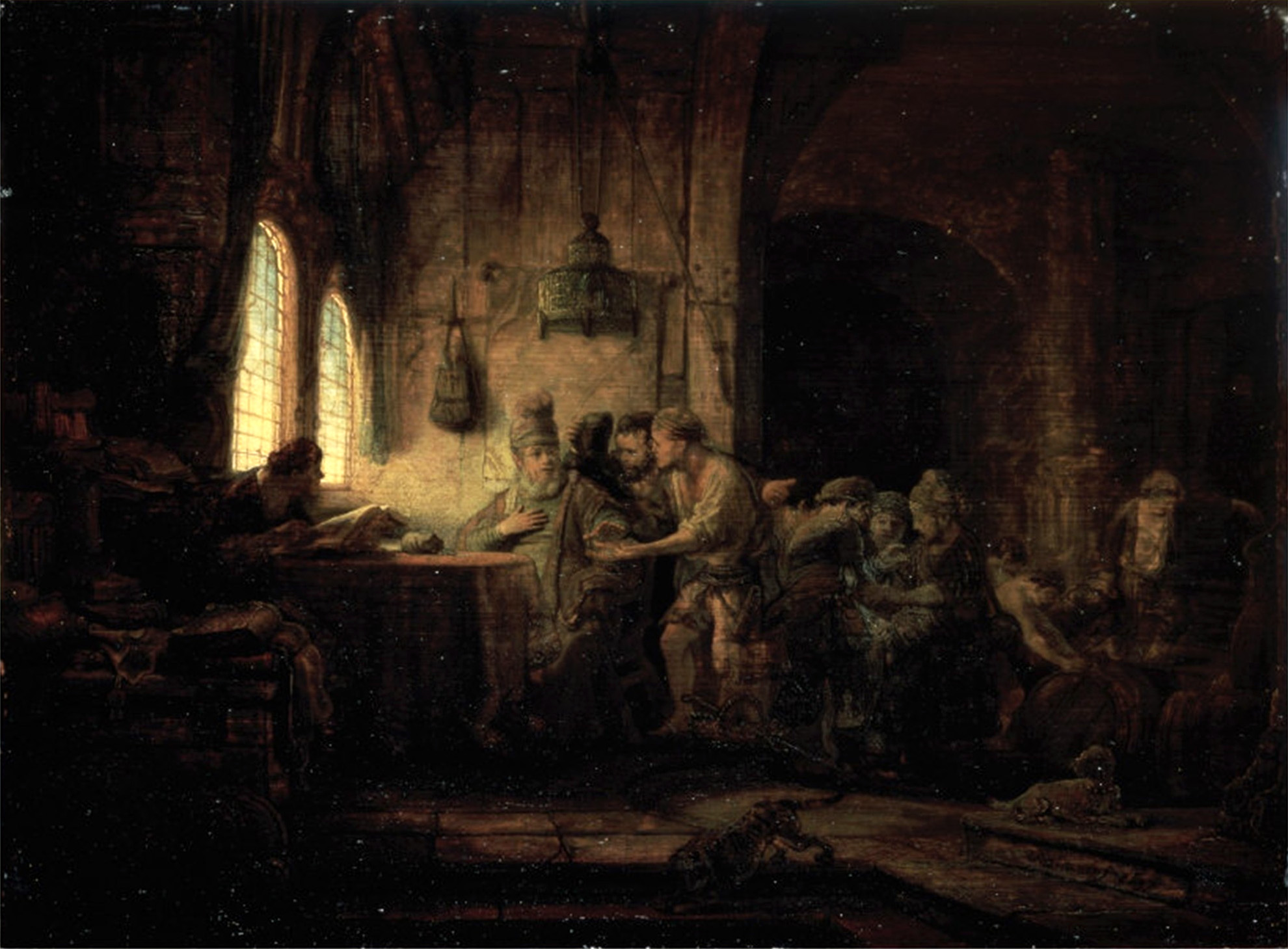
Pintura de la Parábola de Rembrandt, que muestra a los trabajadores pagados esa noche (1637)

La parábola va dirigida directamente al pueblo judío. Dios los llamó a primera hora desde hacía siglos. Últimamente ha llamado también a los gentiles. Todos son llamados con el mismo derecho a formar parte del nuevo Pueblo de Dios, que es la  Iglesia. La invitación es gratuita para todos. Por eso, los judíos, que fueron llamados primero, no tendrían razón al murmurar contra Dios por la elección de los últimos, que tienen el mismo premio: formar parte de su Pueblo. A primera hora la protesta de los jornaleros de primera hora parece justa.  Pero solo lo parece, porque no entienden que poder trabajar en la viña del  Señor es un don divino. Jesús deja claro con la parábola que son diversos los caminos por los que llama, pero que el premio es siempre el mismo: el Cielo.
Otra interpretación de la parábola es que todos los cristianos pueden identificarse con los trabajadores de la última hora. Arland J. Hultgren escribió: 

Al interpretar y aplicar esta parábola, surge inevitablemente la pregunta: ¿Quiénes son los obreros de la undécima hora en nuestros días? Podríamos querer nombrarlos, como los conversos en el lecho de muerte o las personas que suelen ser despreciadas por los veteranos y más fervientes en su compromiso religioso. Pero es mejor no reducir el campo demasiado rápido. En un nivel más profundo, todos somos trabajadores de última hora; para cambiar la metáfora, todos somos invitados de honor de Dios en el reino. No es necesario decidir quiénes son los trabajadores de la undécima hora. El objetivo de la parábola -tanto a nivel de Jesús como del Evangelio de Mateo- es que Dios salva por gracia, no por nuestra valía. Eso se aplica a todos nosotros.

## Otras interpretaciones
La parábola se ha interpretado a menudo en el sentido de que incluso los que se convierten al cristianismo de forma tardía obtienen la misma recompensa que los que se convierten de forma temprana, y que las personas que se convierten de forma temprana no tienen por qué sentir celos de los que se convierten más tarde. Una interpretación alternativa identifica a los primeros trabajadores como judíos, algunos de los cuales se resienten de que los tardíos (gentiles) sean recibidos como iguales en el Reino de Dios. Ambas interpretaciones se discuten en el Comentario sobre la Biblia de 1706 de Matthew Henry.
Algunos comentaristas han utilizado la parábola para justificar el principio de un salario digno aunque en general se admite que éste no es el punto principal de la parábola. Un ejemplo es John Ruskin en el siglo XIX, que citó la parábola en el título de su libro Unto This Last. Ruskin no discutió el significado religioso de la parábola, sino sus implicaciones sociales y económicas.